# Amber Riley
Pour les articles homonymes, voir Riley.
Amber Patrice Riley est une chanteuse et actrice américaine née le 15 février 1986 à Los Angeles (Californie).
Après avoir participé au télé-crochet American Idol, elle est révélée au grand public pour son rôle de Mercedes Jones dans la série télévisée musicale Glee (2009-2015).
En 2016, elle obtient le rôle d'Effie White dans la comédie musicale Dreamgirls (en) à Londres et fait ainsi ses débuts dans le West End (L'équivalent de Broadway à Londres). Pour ses performances dans Dreamgirls (en), elle sera récompensée en 2017 d'un Laurence Olivier Award (équivalent d'un Tony Award à Broadway) en tant que meilleure actrice dans une comédie musicale.
Elle remporte la dix-septième saison de l'émission Dancing with the Stars, en 2013 et la huitième saison américaine de The Masked Singer en 2022.

## Biographie

### Enfance et formation
Elle est la fille de Tiny (née Hightower) et Elwin Riley. Elle a deux sœurs plus âgées, Toyia et Ashley.
Elle se passionne dès son plus jeune âge pour l'univers artistique : la danse, le chant et la comédie. Dans un premier temps, il lui est difficile d'entamer sa carrière dans le milieu du divertissement car elle avouera "ne pas faire partie de la norme hollywoodienne".
Amber Riley auditionne tout de même pour American Idol, a tout juste 17 ans, pour la seconde saison de ce show populaire, mais elle est rejetée par les producteurs.
Amber est diplômée de La Mirada High School en 2004.

### Carrière

#### Révélation télévisuelle
En 2006, Riley auditionne pour le rôle d'Effie White dans le film musical Dreamgirls, mais elle n'est pas sélectionnée en raison de son âge, un rôle qui revient finalement à Jennifer Hudson et qui lui permet de décrocher l'Oscar de la meilleure actrice dans un second rôle.

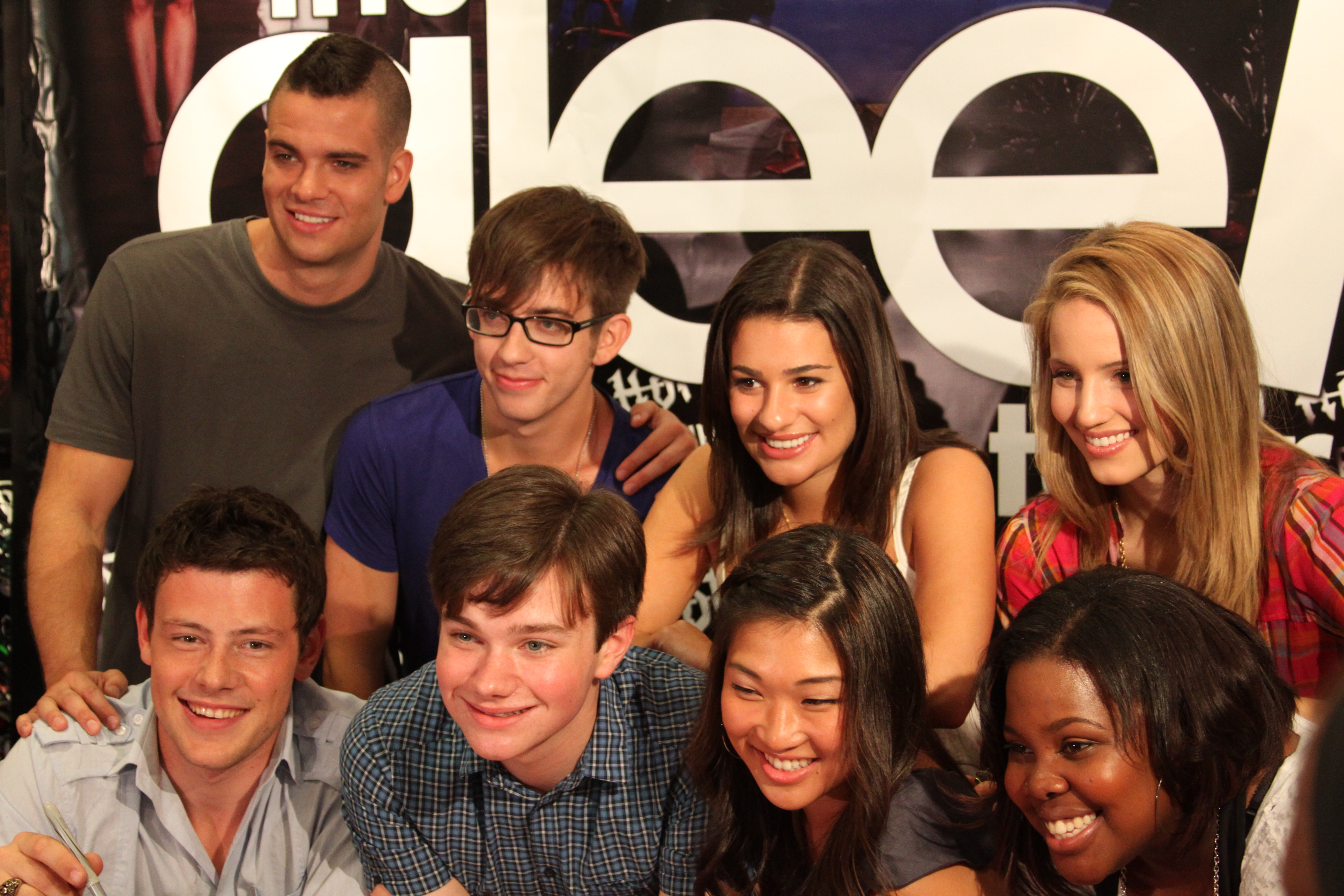
Les acteurs de la série télévisée Glee, en 2009.

En 2009, elle est révélée, au grand public, grâce à son interprétation de la jeune chanteuse Mercedes Jones dans la série télévisée musicale, créée par Ryan Murphy et diffusée sur le réseau Fox, Glee. Elle y a notamment interprété des titres comme Respect, Bust Your Windows, Hate on Me (en), Beautiful, And I Am Telling You I'm Not Going (en) mais aussi 4 Minutes en duo avec Chris Colfer dans l'épisode spécial Madonna, ou encore Good Vibrations, et de nombreuses autres chansons de groupes et titres en solo.
Elle remporte un Screen Actors Guild Award pour son interprétation dans Glee partagé avec le reste de la distribution en 2010, et est également nommée pour le Teen Choice Awards de la meilleure voleuse de vedette, deux années consécutives. Pendant trois ans, la cérémonie qui honore les professionnels de la communauté afro-américaine, les NAACP Image Awards, nomme l'actrice pour le titre de meilleure actrice de série télé dans un second rôle.

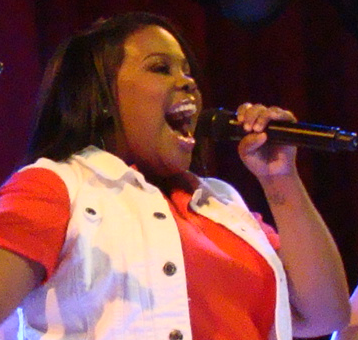
Amber Riley pour le concert Glee ! On Tour : Le Film 3D, en 2011.

Elle apparaît aux MTV VMA 2010 avec le reste de la distribution de Glee pour remettre un prix à Lady Gaga. En 2011, elle participe à la tournée de la série dont un film documentaire musical réalisé par Kevin Tancharoen est distribué en salles à partir du 12 août 2011.
Depuis 2013, Amber Riley est managée par le célèbre agent d'artistes, Scooter Braun. Elle figure donc dans la liste des artistes de SB Projects (Management).
Le 4 septembre 2013, elle intègre la distribution de la saison 17 de Dancing with the Stars. Pendant plus de dix semaines de compétition, elle a comme partenaire de danse Derek Hough. Le 26 novembre 2013, elle remporte la finale après avoir massivement séduit les téléspectateurs et le jury,,.

#### Diversification
Juste après l'arrêt de la série, elle décroche un rôle dans le téléfilm The Wiz Live!, elle y fait une prestation remarquée qui lui permet de décrocher une nomination lors de la cérémonie des Black Reel Awards 2016 dans la catégorie meilleure actrice dans un second rôle.
En 2016, elle fait une apparition en tant que vedette invitée dans un épisode de la série télévisée Crazy Ex-Girlfriend, puis, en fin d'année, elle obtient enfin le rôle d'Effie White, dans l'adaptation en comédie musicale du film Dreamgirls qui se joue au Savoy Theatre sur la West End à Londres. L'actrice et chanteuse signe une prestation convaincante et saluée par la profession, ce qui lui permet de remporter le Laurence Olivier Awards de la meilleure actrice, en 2017. Cette récompense majeure est un équivalent britannique des Molières français ou des Tony Awards américains.
En 2017, elle devient juge de l'émission de télé-crochet britannique Let It Shine. Elle forme ensuite le groupe Leading Ladies avec Beverley Knight et Cassidy Janson, qui sort son premier album, Songs from the Stage, en novembre 2017.
En 2019, elle seconde le duo d’actrices formé par Tiffany Haddish et Tika Sumpter, dans son premier long métrage en tant qu’actrice, la comédie réalisée par Tyler Perry, Pas si folle, dont Whoopi Goldberg complète notamment la distribution.
En fin d'année, elle est à l'affiche de l'émission télévisée musicale spéciale, diffusée et jouée en live sur ABC, basée sur le film La Petite Sirène de 1989, The Little Mermaid Live!, dans le rôle d'une des filles du Roi Triton. Un programme diffusé le 5 novembre 2019, dans le cadre du programme télévisé The Wonderful World of Disney, et selon Nielsen Media Research, regardé par 9,01 millions de téléspectateurs, ce qui en fait la comédie musicale la plus cotée de tous les réseaux depuis Grease: Live! en janvier 2016. Il s'agit de la meilleure audience d'émission de divertissement depuis l'épisode final de la série The Big Bang Theory en mai 2019.

#### 2022 - Présent
Elle revient également sur le devant de la scène en automne 2022 en participant à la 8ème saison de The Masked Singer déguisée en Harpe, encore une fois couronnée de succès, elle remporte la saison. Elle participe également à la 4ème saison de The Masked Singer UK et se place à la quatrième place.
En Février 2023, elle annonce sortir son prochain album courant de l'année 2024 et fait une apparition remarquée à la télévision sur CBS  en interprétant Chim Chim Cher-ee venant du fim Mary Poppins  datant de 1964 en honneur à Dick Von Dyke : 98 ans de Magie,,.

## Filmographie

### Cinéma
- 2011 : Glee ! On Tour : Le Film 3D (Glee: The 3D Concert Movie) : Mercedes Jones
- 2019 : Pas si folle (Nobody's Fool) de Tyler Perry : Kalli

### Télévision

#### Séries télévisées
- 2009-2015 : Glee : Mercedes Jones (112 épisodes)
- 2010 : Les Simpson : Elle-même (épisode Elementary School Musical, voix)
- 2016 : Crazy Ex-Girlfriend : Fantôme #2 (saison 1, épisode 15)

#### Téléfilms
- 2002 : St. Sass de Gerry Cohen : Toby
- 2015 : My One Christmas Wish de James Head : Jackie Turner
- 2015 : The Wiz Live! de Matthew Diamond et Kenny Leon (en) : Addapearle, La bonne sorcière du sud
- 2019 : The Little Mermaid Live! : Fille du roi Triton
- 2022 : Mon Double Maléfique de Shari L. Carpenter : Simone Hicks
- 2024 : Mon Double Maléfique 2 : La vengeance de Simone de Shari L. Carpenter : Simone Hicks[14]

## Théâtre
- 2012 : Cotton Club Parade : danseuse et choriste
- 2014 : Hair : Dionne
- 2016 : Straight Outta Oz de Todrick Hall : Brenda
- 2016-2017 : Dreamgirls London : Effie Withe
- 2024 : The Preacher's Wife : Julia Biggs

## Distinctions
Sauf indications contraire ou complémentaires, les informations mentionnées dans cette catégorie proviennent de la base de données IMDb.

### Récompenses
- Screen Actors Guild Awards 2010 : Meilleure distribution pour Glee
- Laurence Olivier Awards 2017 : Meilleure interprétation par une actrice dans une comédie musicale pour Dreamgirls

### Nominations
- Gold Derby Awards 2010 : Meilleure distribution pour Glee
- Teen Choice Awards 2010 :
  - Communauté de fan la plus fanatique pour Glee
  - Meilleure voleuse de vedette dans une série télévisée pour Glee
- NAACP Image Awards 2011 : Meilleure actrice dans un second rôle dans une série télévisée comique pour Glee
- Screen Actors Guild Awards 2011 : Meilleure distribution pour Glee
- Teen Choice Awards 2011 : Meilleure voleuse de vedette dans une série télévisée pour Glee
- NAACP Image Awards 2012 : Meilleure actrice dans un second rôle dans une série télévisée comique pour Glee
- Screen Actors Guild Awards 2012 : Meilleure distribution pour Glee
- NAACP Image Awards 2013 : Meilleure actrice dans un second rôle dans une série télévisée comique pour Glee
- Screen Actors Guild Awards 2013 : Meilleure distribution pour Glee
- Black Reel Awards 2016 : Meilleure actrice dans un second rôle dans un téléfilm ou une mini série pour The Wiz Live!